# Ottokar II
|  | Per a altres significats, vegeu «Ottokar II d'Estíria». |

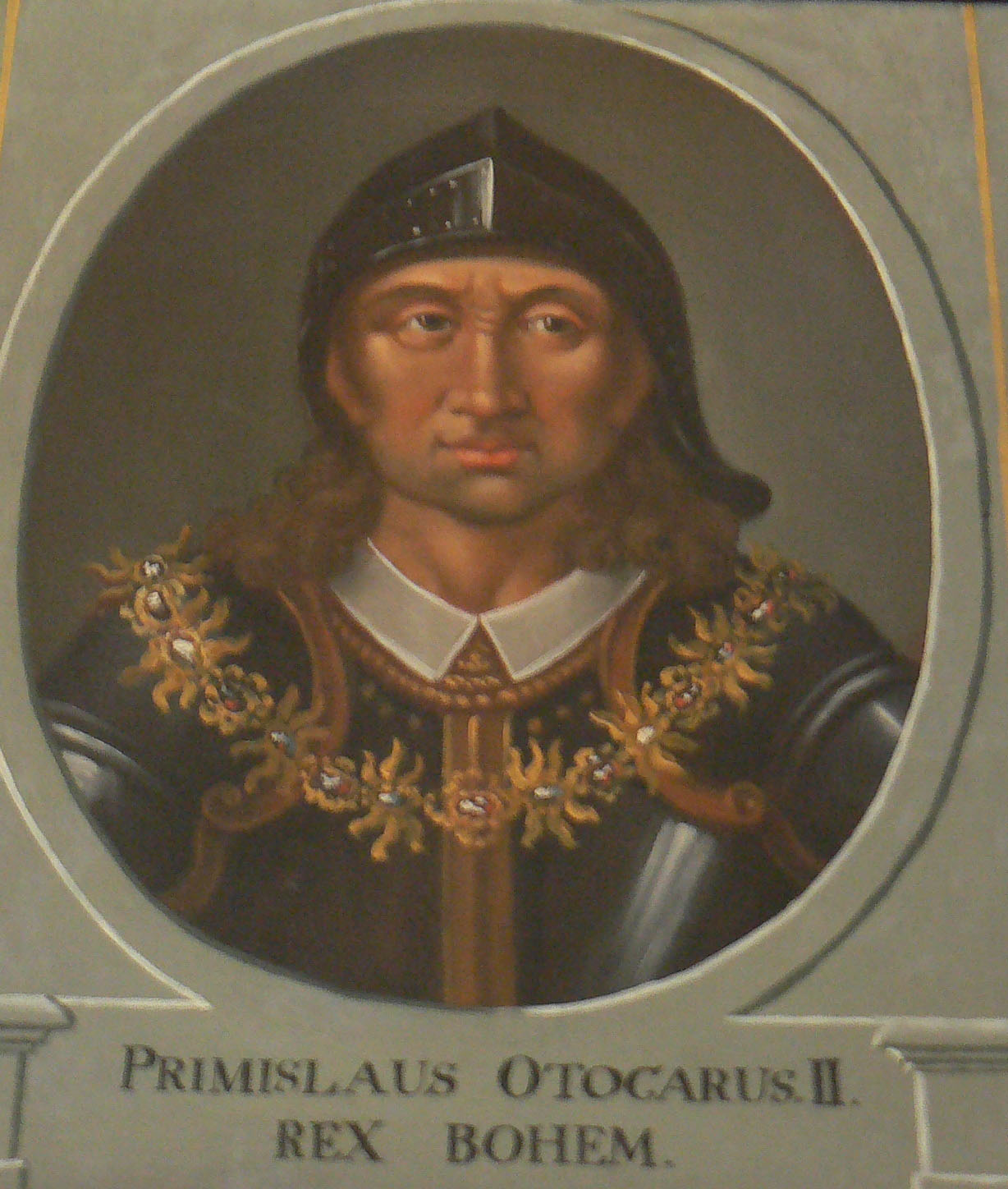
Recreació artística de la fisonomia feta al segle XVIII

Přemysl Otakar II (generalment escrit Ottokar II o Přemysl Ottokar II) (vers 1233 – 26 d'agost de 1278), el rei de ferro i or, fou rei de Bohèmia (1253–1278). Era el segon fill de Venceslau I de Bohèmia de la dinastia Premíslida (Přemysl), y a través de la mare, Cunegunda de Suàbia, emparentat amb la dinastia Hohenstaufen, sent net del rei alemany Felip de Suàbia.

## Arribada al poder

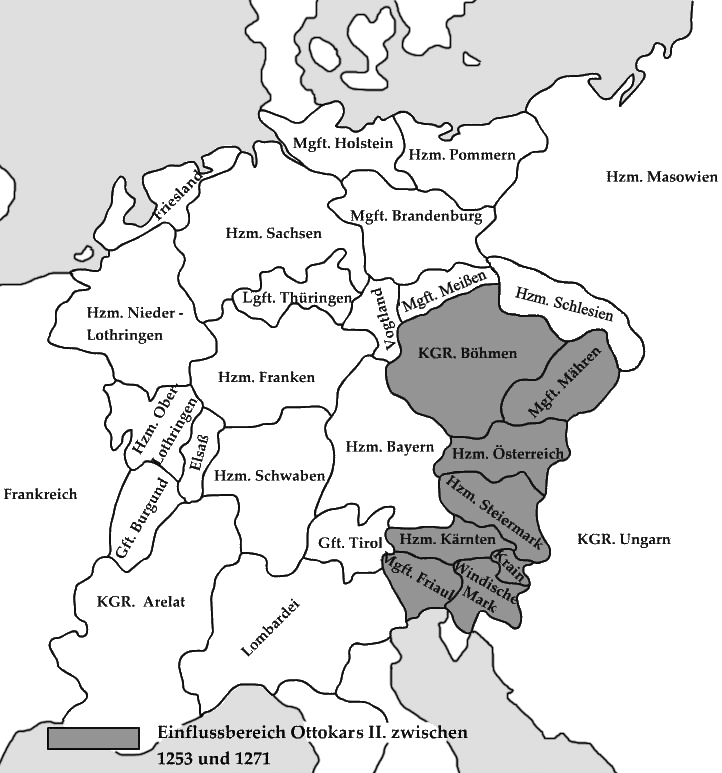
Àrees governades per Ottokar II

Ottokar fou educat per ser eclesiàstic com a segon fill; però a la mort del germà gran, Vladislau de Moràvia, el gener del 1247, poc després del seu matrimoni del que encara no havia tingut fills, Ottokar va esdevenir l'hereu. Segons la tradició oral, Ottokar va quedar commocionat per la mort del seu germà i no va voler intervenir en política, centrant-se en la cacera i la beguda. El 1248 fou atret per nobles descontents per liderar una revolta contra el seu pare, el rei Venceslau I de Bohèmia. Durant la rebel·lió el van anomenar "el rei jove" (mladší král). Els rebels foren derrotats i Ottokar empresonat pel seu pare.
Pare i fill es van reconciliar finalment per ajudar a aconseguir el desig reial d'adquirir els veïns ducats d'Àustria i Estíria. Aquestos ducats havien quedat sense governant reconegut a la mort el 1246 de Frederic II el Bataller però aquell mateix any, el fill Vladislau de Moràvia s'havia casat amb la neboda del darrer duc, Gertrudis de Babenberg, i havia estat reconegut per la noblesa; Vladislau però va morir el gener del 1247 abans de prendre possessió efectiva dels ducats (i de la marca de Carniola) i Gertrudis es va casar en segones noces amb Herman VI de Baden, marcgravi de Baden de la línia de Baden-Baden. Aquest va aconseguir el suport del papa però fou rebutjat pels estats austríacs i no fou reconegut. Venceslau, amb aquesta excusa, va envair Àustria el 1250; segons algunes fonts els estats li van demanar intervenir per restablir l'orde.
Venceslau va alliberar al seu fill i el 1251 el va nomenar Marcgravi de Moràvia, instal·lant-lo, amb l'aprovació dels nobles austríacs, com a governant a Àustria i Estíria. Ottokar va entrar a Àustria, on els estats el van aclamar com a duc i per legitimar la seva posició es va casar amb la germana del darrer duc, Margarida d'Àustria o de Babenberg, que era vídua però tenia més de 20 anys (quasi trenta) més que Ottokar; per Margarida s'havia cancel·lat 25 anys abans el matrimoni de la seva tia, Agnès (futura santa Agnès de Bohèmia), i el rei dels romans Enric VII Hohenstaufen.
El 1253 va morir Venceslau, i Ottokar el va succeir com a rei de Bohèmia. Després de la mort del rei Conrad IV, Ottokar esperava obtenir la dignitat imperial, però aquesta elecció no va reeixir.

## Construcció i caiguda de l'imperi

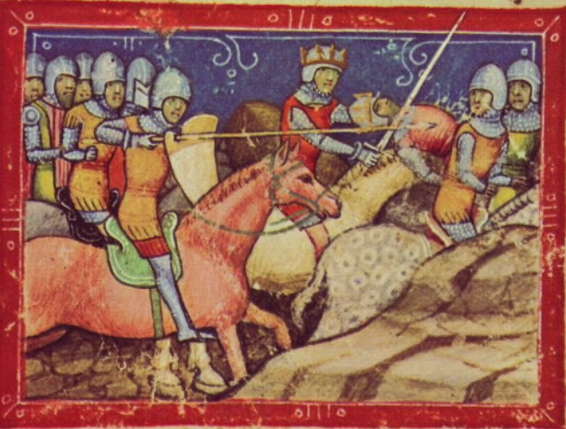
Béla IV d'Hongria lluitant contra Ottokar II de Bohèmia. Imatge a la Chronicon Pictum hongaresa.

Sentint-se amenaçat pel poder creixent d'Ottokar, Béla IV, rei d'Hongria va desafiar al jove rei. Béla es va aliar amb el duc de Baviera i va reclamar el ducat d'Estíria, que havia estat part d'Àustria des de 1192. El conflicte fou arranjat per la mediació del papa. Es va acceptar que Ottokar cediria part d'Estíria a Béla a canvi del reconeixement del seu dret sobre la resta d'Àustria. No obstant al cap d'uns anys el conflicte va reprendre i Ottokar va derrotar els hongaresos el juliol de 1260 a la batalla de Kressenbrunn. Béla va haver de cedir Estíria a Otakar, i el seu dret sobre aquest territori fou reconegut per l'emperador Ricard de Cornualla. Aquest acord de pau va quedar segellat per un matrimoni reial: Ottokar es va separar de Margarida i es va casar amb la neta de Béla, Cunegunda d'Esclavònia, el 1261. Cunegunda fou la mare dels fills d'Ottokar, el més jove dels quals fou Venceslau II de Bohèmia.
Ottokar va fer també dues expedicions contra els prussians, encara pagans, i va fundar Königsberg, que fou batejada en el seu honor i esdevindria després la capital del ducat de Prússia.
El 1269 va heretar el ducat de Caríntia i part de la Marca de Carniola. Altre cop es va enfrontar als hongaresos i va tornar a aconseguir la victòria, esdevenint el sobirà més poderós de l'Imperi. Es van celebrar noves eleccions al tron imperial el 1273, però altre cop la seva candidatura fou derrotada. Va rebutjar reconèixer al seu rival, Rodolf I d'Habsburg, i va pressionar al papa a fer el mateix. El 1274, en una dieta celebrada a Frankfurt, Rodolf va decretar que totes les terres imperials que haguessin canviat de mans des de la mort de l'emperador Frederic II Hohenstaufen havien de ser tornades a la corona; això privaria a Ottokar d'Àustria, Estíria, Caríntia i Carniola. El 1276 Rodolf va declarar proscrit a Ottokar i va arrasar Viena. Això va obligar a Ottokar el novembre de 1276 a signar un nou tractat pel que renunciava a tots els seus drets sobre Àustria, Estíria, Caríntia i Carniola, quedant-se només amb Bohèmia i Moràvia. El fill d'Ottokar, Venceslau II de Bohèmia, fou promès a la filla de Rodolf, Judit. No fou una pau tranquil·la. Dos anys després, el rei bohemi va intentar recuperar les seves terres per la força; va trobar aliats i va reunir un gran exèrcit però fou derrotat per Rodolf i mort a la batalla de Marchfeld el 26 d'agost de 1278. El seu fill Venceslau el va succeir com a rei de Bohèmia i marcgravi de Moràvia.

## Llegat
Ottokar es considera el governant txec més important, juntament amb Carles IV. Va fundar moltes ciutats, no sols a Bohèmia, Moràvia i Silèsia, sinó també a Àustria i Estíria, i va incorporar nombrosos assentaments que ja existien mitjançant furs civils. Era un gran partidari del comerç, la llei i l'ordre. A més, va instituir polítiques obertes d'immigració, a través de les quals es va assentar immigrants de parla alemanya a les principals ciutats dels seus dominis.
És una figura famosa en la història txeca i en les llegendes folklòriques. A la Divina Comèdia de Dante, Ottokar s'hi veu fora de les portes del purgatori, en companyia del seu rival imperial Rodolf. També és protagonista d'una tragèdia del dramaturg austríac del XIX Franz Grillparzer inspirat en part en una tragèdia de Lope de Vega.

## Matrimoni i fills
En 1253 Ottokar es va casar amb Margarita de Babenberg, duquessa d'Àustria però no va tenir fills d'aquest matrimoni.
Divorciat de la seva primera muller per no poder-li donar fills, Ottokar es va casar el 1261 amb Cunegunda d'Eslavònia, neta del rei Béla IV d'Hongria. D'aquesta unió van néixer:
- Cunegunda de Bohèmia (1265 – 1321), esposa de Boleslau II de Masòvia.
- Agnès de Bohèmia (1269 – 1296), esposa de Rodolf II d'Àustria.
- Venceslau II (1271 – 1305).

## Ancestres
| Ottokar II de Bohèmia | Pare: Venceslau I de Bohèmia    | Avi patern: Ottokar I de Bohèmia  | Besavi patern: Vladislau II de Bohèmia |
| Ottokar II de Bohèmia | Pare: Venceslau I de Bohèmia    | Avi patern: Ottokar I de Bohèmia  | Besavia paterna: Judit de Turíngia     |
| Ottokar II de Bohèmia | Pare: Venceslau I de Bohèmia    | Avia paterna: Constança d'Hongria | Besavi patern: Béla III d'Hongria      |
| Ottokar II de Bohèmia | Pare: Venceslau I de Bohèmia    | Avia paterna: Constança d'Hongria | Besavia paterna: Agnès de Châtillon    |
| Ottokar II de Bohèmia | Mare: Cunegunda de Hohenstaufen | Avi matern: Felip de Suàbia       | Besavi matern: Frederic I Barba-roja   |
| Ottokar II de Bohèmia | Mare: Cunegunda de Hohenstaufen | Avi matern: Felip de Suàbia       | Besavia materna: Beatriu I de Borgonya |
| Ottokar II de Bohèmia | Mare: Cunegunda de Hohenstaufen | Avia materna: Irene Àngel         | Besavi matern: Isaac II Àngel          |
| Ottokar II de Bohèmia | Mare: Cunegunda de Hohenstaufen | Avia materna: Irene Àngel         | Besavia materna: Herina                |